# Новосанжаровка
Новосанжаровка — село в Русско-Полянском районе Омской области России. Административный центр Новосанжаровского сельского поселения.

## География
Село находится юго-восточной части Омской области, в степной зоне, в пределах Ишимской равнины, вблизи государственной границы с Казахстаном, на расстоянии примерно 17 километров (по прямой) к юго-западу от посёлка городского типа Русская Поляна, административного центра района. Абсолютная высота — 127 метров над уровнем моря.

### Часовой пояс
Село Новосанжаровка, как и вся Омская область, находится в часовой зоне МСК+3. Смещение применяемого времени относительно UTC составляет +6:00.

## Население
| 2010 |
| ---- |
| 960  |

Половой состав
По данным Всероссийской переписи населения 2010 года в гендерной структуре населения мужчины составляли 46,5 %, женщины — соответственно 53,5 %.
Национальный состав
Согласно результатам переписи 2002 года, в национальной структуре населения русские составляли 47 % из 1462 чел., казахи — 33 %.

## Улицы
Уличная сеть села состоит из двенадцати улиц и трёх переулков.